# Niños con mastines
Niños con mastines es un lienzo de Francisco de Goya para la Real Fábrica de Tapices de Santa Bárbara. Una vez pasado a tapiz, adornó el comedor de los Príncipes de Asturias en el Palacio del Pardo.
Como todos los cartones para tapices, fue descubierto en 1870 por Gregorio Cruzada Villaamil y pasó al Museo del Prado.
Era una sobrepuerta, y su pareja la constituía el cuadro Niño montando un carnero, hoy en el Art Institute of Chicago.

## Análisis
Formaba parte del programa decorativo del mencionado palacete del Pardo. Puede tratarse de una alegoría de la primavera, pues se situaba junto a Las floreras y El niño del carnero. Si bien la relación es difícil de encontrar, Janis Tomlinson ha afirmado que podía tratarse de una referencia a Géminis, fin de la primavera y Niño del carnero al signo de Aries, que inicia la estación primaveral.
Las figuras de los niños se ven iluminadas por el atardecer, que Goya emplea en casi todas las obras de la serie con excepción de La nevada o Los pobres en la fuente. Trazado en rápida ejecución y con fuertes pinceladas, la obra evoca algunos rasgos de Velázquez.
La intempestiva muerte del rey Carlos III provocó que la serie quedase incompleta y nunca fuera colgada según se planeó, pasando a decorar habitaciones en El Escorial sin orden concreto.